# Jeremy Poirier
Jeremy Adam Poirier (ur. 1997) – kanadyjski zapaśnik walczący w stylu wolnym. Zajął ósme miejsce na mistrzostwach świata w 2021. Srebrny medalista mistrzostw panamerykańskich w 2021, 2022 i 2023 roku. 
Zawodnik Concordia University.